# Най-тежкият грях
„Най-тежкият грях“ е български игрален филм (драма) от 1982 година на режисьора Иванка Гръбчева, по сценарий на Драгомир Асенов. Създаден е по едноименния роман на Драгомир Асенов. Оператор е Емил Вагенщайн. Музиката във филма е композирана от Кирил Цибулка.

## Състав

### Актьорски състав
| Изпълнител                            | Роля                          |
| ------------------------------------- | ----------------------------- |
| Народен артист: Георги Черкелов       | Румен Абрашев                 |
| Заслужила артистка: Катя Паскалева    | Диана, съпруга на Абрашев     |
| Евгения Баракова                      | Мария, любовницата на Абрашев |
| Народен артист: Георги Георгиев – Гец | Симеонов-Ведрин               |
| Заслужил артист: Николай Бинев        | Кроткото                      |
| Заслужил артист: Досьо Досев          | художникът Камиларов          |
| Заслужил артист: Борис Луканов        | професор Нарцис Стефанов      |
| Заслужил артист: Васил Димитров       | Ириней Михалков               |
| Заслужил артист: Йордан Спасов        |                               |
| Невена Симеонова                      | жената на Камиларов           |
| Заслужила артистка: Белла Цонева      | Стефанова, жената на Стоян    |
| Петя Миладинова                       | Красимира                     |
| Заслужила артистка: Мария Стефанова   | Бочукова                      |
| Михаил Михайлов                       | Щърбанов                      |
| Живко Гарванов                        |                               |
| Светозар Неделчев                     |                               |
| Явор Милушев                          | Бобчев от радиото             |
| В епизодите                           |                               |
| Гаврил Цонков                         |                               |
| Татяна Баева                          |                               |
| Антония Драгова                       |                               |
| Любомир Ценов                         |                               |
| Георги Пенчев                         |                               |
| Магдалена Ангелова                    |                               |
| з.а. Йордан Спиров                    |                               |
| Николай Томов                         |                               |
| Петър Гетов                           |                               |
| Грета Ганчева                         |                               |
| Любен Желязков                        |                               |
| Димитър Спасов                        |                               |

### Екип
| Режисьор | Заслужила артистка: Иванка Гръбчева                                                                          |
| Сценарий | Народен деятел на културата: Драгомир Асенов                                                                 |
| Оператор | Заслужил артист: Емил Вагенщайн                                                                              |
| Художник | Валентина Младенова                                                                                          |
| Музика | Кирил Цибулка                                                                                                |
| Звукорежисьор                                                                                                   | Людмила Махалнишка                                                                                           |
| Монтаж | Ана Манолова-Пипева                                                                                          |
| Редактор | Искра Божинова                                                                                               |
| Директор | Иван Милков                                                                                                  |
| Костюми | Вера Тодорова                                                                                                |
| Грим | Мария Търкаланова                                                                                            |
| Комбинирани снимки                                                                                              | Оператор: Захари Аргиров Художник: Владимир Колев                                                            |
| Втори режисьор                                                                                                  | Валентина Василева                                                                                           |
| Асистент-режисьори                                                                                              | Иванка Кючукова Огняна Петкова                                                                               |
| Режисьор на дублажа                                                                                             | Рихард Езра                                                                                                  |
| Втори оператор                                                                                                  | Иля Пилов |
| Асистент-оператори                                                                                              | Гриша Вагенщайн Жеко Манев Павел Калинчев                                                                    |
| Втори художник                                                                                                  | Красимир Пашкулев                                                                                            |
| Фотограф | Корнелия Антонова                                                                                            |
| Звук | Георги Владички Сергей Павлов                                                                                |
| Асистенти по монтажа                                                                                            | Валентина Кънчева Елена Ламбева                                                                              |
| Грим | Станка Николова                                                                                              |
| Гардероб | Олга Василева                                                                                                |
| Реквизит | Никола Сотиров Венцислав Добрев                                                                              |
| Фарт | Васил Цветанов                                                                                               |
| Декори | Недко Недев Камен Димов                                                                                      |
| Организатори | Владимир Бобчев Събка Антонова                                                                               |
| Осветление | Исмаил Алилов Ангел Ангелов Кирил Малинов Николай Костов                                                     |
| Във филма са използвани картини на художника Димитър Панайотов и изложбата на заслужилия художник Димитър Киров | |
| Distributed by                                                                                                  | Българска кинематография Студия за игрални филми „БОЯНА“ Творчески колектив „СЪВРЕМЕННИК“ /Copyright © 1982/ |